# 1085

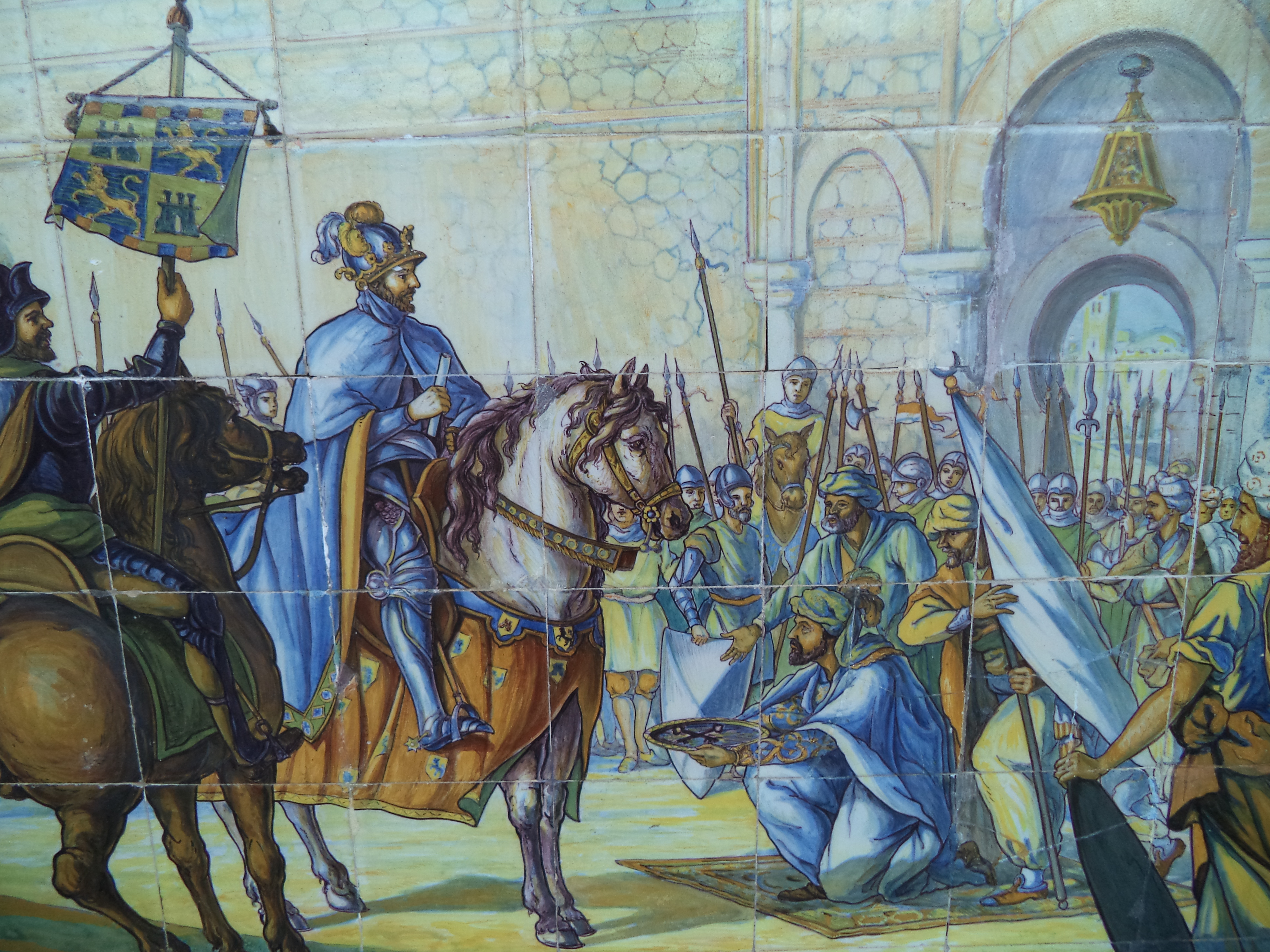
Alfons VI ontvangt de overgave van Toledo

Het jaar 1085 is het 85e jaar in de 11e eeuw volgens de christelijke jaartelling.

## Gebeurtenissen
mei
- 25 - De Taifa Toledo wordt door de Castilianen onder Alvar Fáñez veroverd en Al-Qadir wordt gouverneur van de stad Toledo. Koning Alfons VI van Castilië benoemt een Franse Cisterciënzer, Bernard, als eerste aartsbisschop van Toledo.

september
- 20 - Na de dood van paltsgraaf Herman II van Lotharingen gaat het palatinaat van Lotharingen over in het Palatinaat van de Rijn (Duits: "Pfalzgrafen bei Rhein").
- 20 - Het landgraafschap Brabant, dat wil zeggen de regio tussen de rivieren de Dender en de Zenne, vervalt na de dood van Herman van Lotharingen aan de keizer. Het wordt enkele maanden later onder vorm van landgraafschap door keizer Hendrik IV in leen gegeven aan graaf Hendrik III van Leuven.

zonder datum
- De Normandiërs onder Rogier I veroveren Syracuse
- Het graafschap Lohn wordt gevormde, met Gerardus de Lon als eerste graaf.
- Voor het eerst genoemd: Abcoude, Helsingborg, Ledegem, Moorslede, Moxhe

## Opvolging
- Apulië - Robert Guiscard opgevolgd door zijn zoon Rogier I
- paltsgraafschap Lotharingen (overgang in paltsgraafschap aan de Rijn) - Herman II van Lotharingen opgevolgd door Hendrik van Laach, die Hermans weduwe Adelheid van Weimar trouwt
- Vendôme - Burchard III opgevolgd door zijn zwager Godfried II

## Geboren
- Willem van Vercelli, Italiaans kloosterstichter
- Floris II, graaf van Holland (1091-1121) (jaartal bij benadering)
- Roeland I, graaf van Vermandois en Valois (1102-1152) (jaartal bij benadering)

## Overleden
- 21 januari - Diederik II, graaf van Katlenburg
- 25 mei - Gregorius VII, paus (1073-1085)
- 17 juli - Robert Guiscard (~70), graaf en hertog van Apulië (1057-1085)
- 20 september - Herman II (~36), paltsgraaf van Lotharingen
- Burchard III, graaf van Vendôme (1066-1085)